# Dolina Świstowa

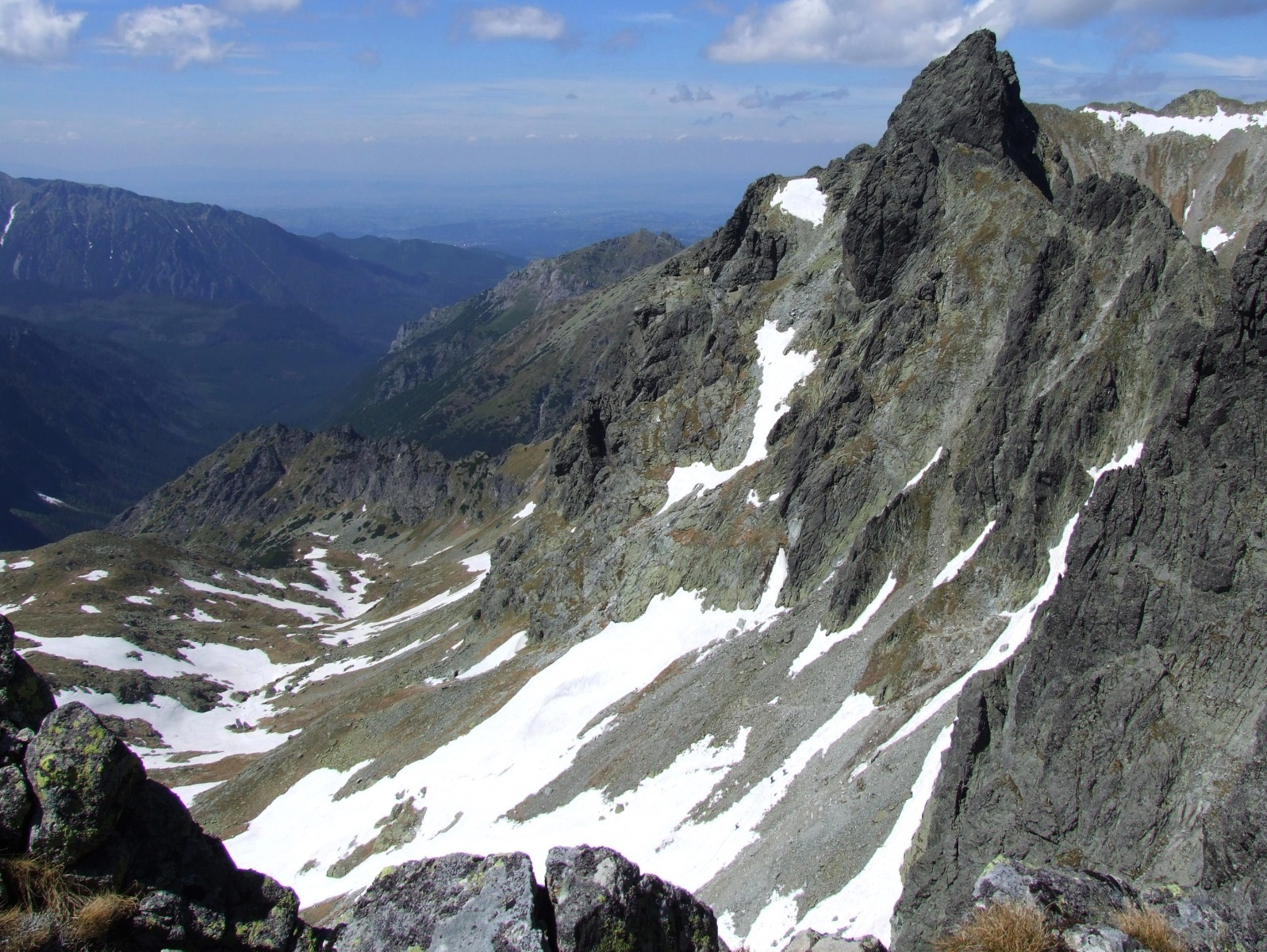
Widok na dolinę z grani Małej Wysokiej

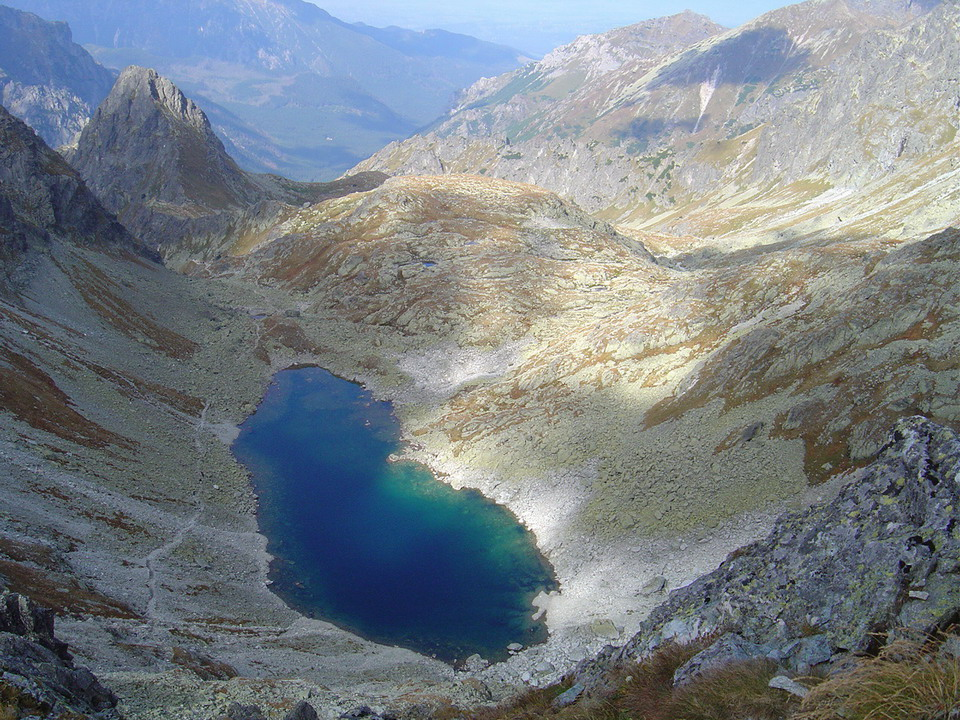
Zmarzły Staw i Hruba Turnia w Dolinie Świstowej

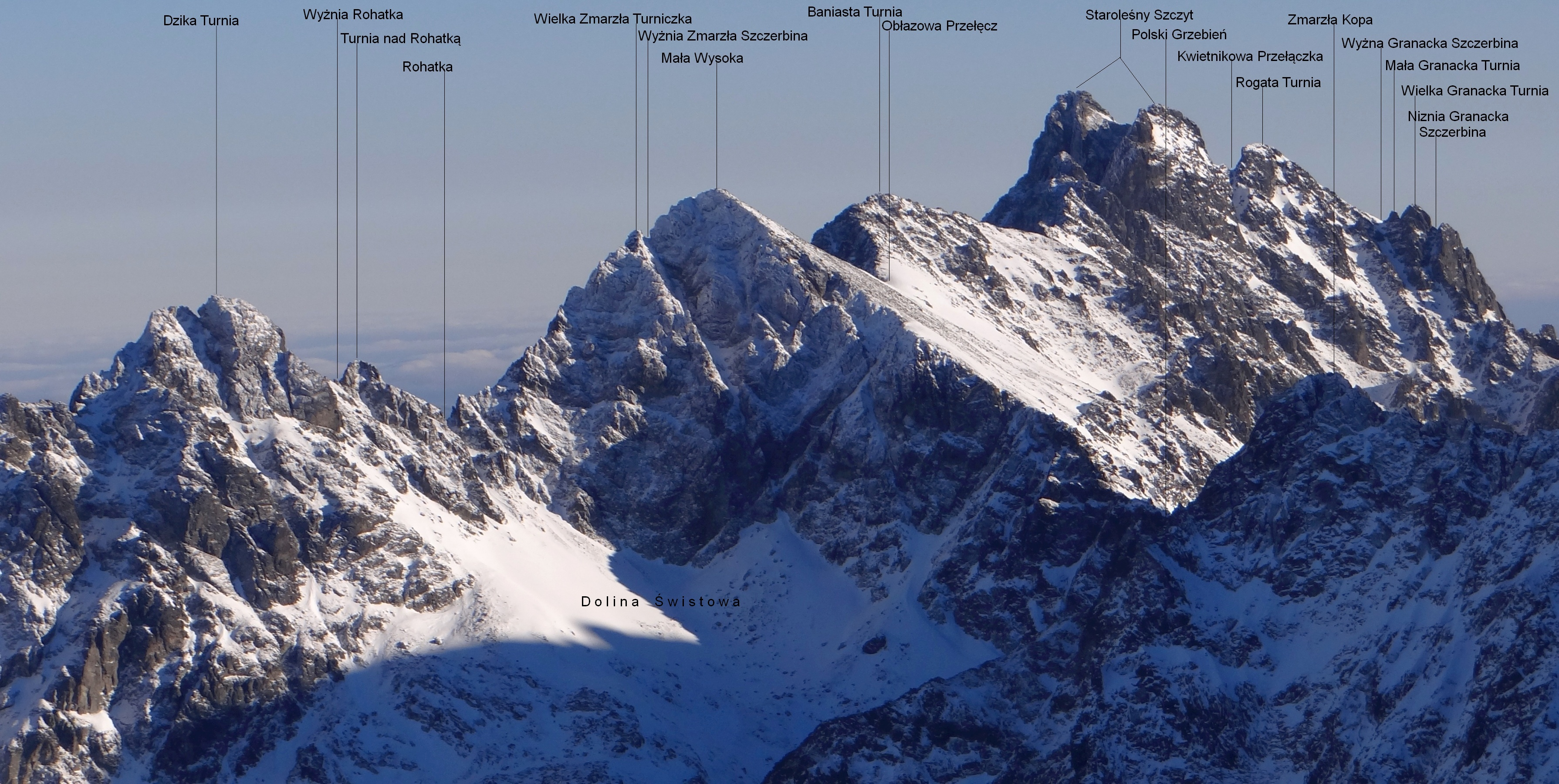
Widok z Niżnych Rysów

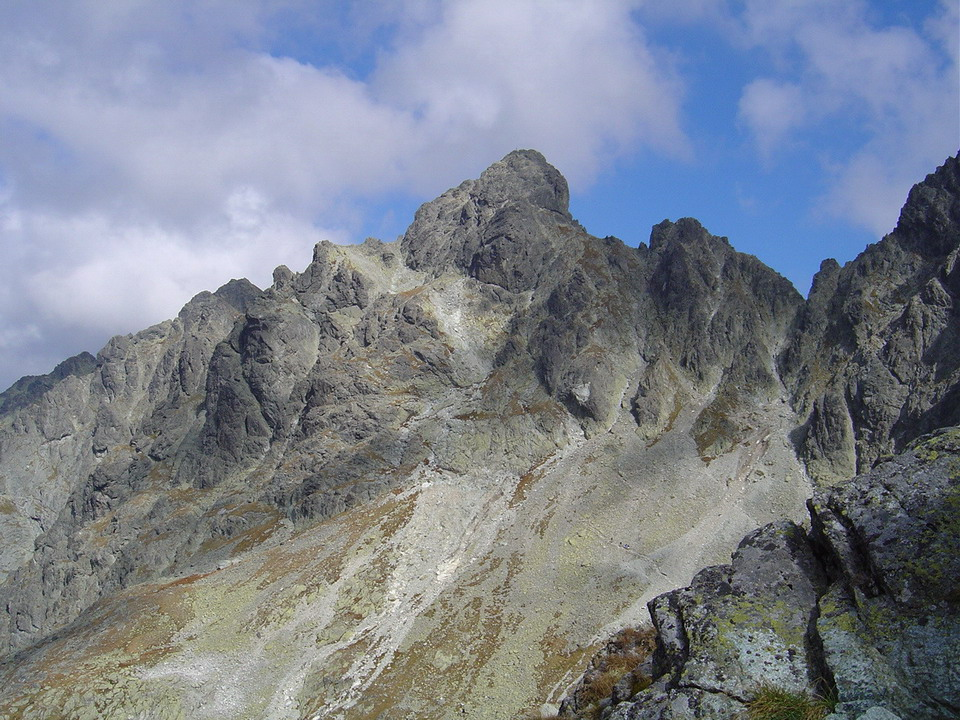
Dzika Turnia i Rohatka nad Kotłem pod Polskim Grzebieniem, górnym piętrem Doliny Świstowej

Dolina Świstowa (słow. Svišťová dolina, niem. Swistowatal, Murmeltiertal, węg. Marmota-völgy) – dolina położona w Tatrach Wysokich na terenie Słowacji.

## Topografia
Należy do systemu Doliny Białej Wody (Bielovodská dolina), od której odchodzi w kierunku wschodnim. Jej wylot znajduje się na wysokości Polany pod Wysoką (Poľana pod Vysokou), miejsca zbiegu także innych bocznych dolin, schodzą do niej tutaj: Dolina Kacza (Kačacia dolina) i Dolina Ciężka (Ťažká dolina).
Dolina Świstowa graniczy:
- od zachodu i południowego zachodu z boczną odnogą Doliny Kaczej – Doliną Litworową (Litvorová kotlina), rozdziela je boczna grań Wielickiego Szczytu (hrebeň Velického štítu) z kulminacją w Hrubej Turni (Hrubá veža, 2086 m),
- od południa z Doliną Wielicką (Velická dolina), rozdziela je odcinek głównej grani Tatr od Wielickiego Szczytu (Velický štít) do Małej Wysokiej (Východná Vysoká),
- od wschodu z Doliną Staroleśną (Veľká Studená dolina), rozdziela je dalszy odcinek głównej grani od Małej Wysokiej do Świstowego Szczytu (Svišťový štít),
- od północnego wschodu z doliną Rówienki (Rovienková dolina), rozdziela je odchodząca od Świstowego Szczytu Świstowa Grań ze Świstowymi Turniami (Svišťové vežé)[3].

## Opis
Nazwa doliny pochodzi od żyjących w niej świstaków tatrzańskich. Tarasowa Dolina Świstowa ma długość ok. 1,75 km, w górnej części przechodzi w Kocioł pod Polskim Grzebieniem (Zamrznutý kotol), w którym na wysokości ok. 2047 m położony jest Zmarzły Staw pod Polskim Grzebieniem (Zamrznuté pleso). Obok niego przebiega znakowany kolorem niebieskim szlak turystyczny poprowadzony z Doliny Litworowej na przełęcz Rohatkę (Prielom), skąd schodzi do Doliny Staroleśnej. Od niego odgałęzia się oznaczony kolorem zielonym szlak przez Polski Grzebień (Poľský hrebeň) do Doliny Wielickiej (Velická dolina).
Zmarzły Staw nie jest jedynym stawem tej doliny. Poniżej niego, na skalnej półce oddzielającej Kocioł pod Polskim Grzebieniem od pozostałej części Doliny Świstowej znajdują się dwa niewielkie Zmarzłe Oka (Zamrznuté oká) zanikające czasem podczas lata, a na wysokości 1937 m leżą Świstowe Stawki (Svišťové plieska, Hrubé plesá). Przepływa przez nie Świstowy Potok (Svišťovský potok), dopływ potoku Biała Woda (Biela voda, Biela voda podúplazská).
Kocioł pod Polskim Grzebieniem jest jedyną udostępnioną dla turystów częścią Doliny Świstowej. Dolina położona jest na obszarze ochrony ścisłej i wstęp do tej dzikiej doliny jest zabroniony.

## Szlaki turystyczne
– niebieski szlak z Łysej Polany Doliną Białej Wody i Doliną Litworową do Kotła pod Polskim Grzebieniem i na Rohatkę, stamtąd w dół na wschód do Schroniska Zbójnickiego.
- Czas przejścia z Łysej Polany do rozdroża pod Polskim Grzebieniem: 4:55 h, ↓ 4:25 h
- Czas przejścia od rozdroża na Rohatkę: 45 min, ↓ 35 min
- Czas przejścia z Rohatki do schroniska: 55 min, ↑ 1:15 h

  – zielony szlak od szlaku niebieskiego na przełęcz Polski Grzebień, a stamtąd do Doliny Wielickiej.
- Czas przejścia od rozdroża na Polski Grzebień: 15 min w obie strony
- Czas przejścia z przełęczy nad Wielicki Staw: 1:30 h, ↑ 2 h.